# Selm Wenselaers
Selm Wenselaers (* 1983 in Edegem) ist ein belgischer flämischer Historiker, Schriftsteller und Aktionskünstler. 
2008 erschien sein Debüt De laatste Belgen. Een geschiedenis van de Oostkantons (Die letzten Belgier. Eine Geschichte der Ostkantone). Darin setzt er sich auf sehr leichte Art mit den Klischees über die Ostbelgier auseinander. Das Buch erregte in Belgien über die flämische Sprachgrenze hinaus Aufmerksamkeit.
In Freiburg im Breisgau trat er im November 2014 in der Kunstaktion Ce ci n'est pa la nature von Dries Verhoeven als Transmensch auf.
Wenselaers lebt und arbeitet in Amsterdam. 

## Werke
- De laatste Belgen. DG. Een geschiedenis van de Oostkantons. Meulenhoff u. a., Amsterdam u. a. 2008, ISBN 978-90-8542-149-8.